# Médaille Leeuwenhoek
La médaille Leeuwenhoek a été établie en 1877 par la Koninklijke Nederlandse Akademie van Wetenschappen (Académie royale des arts et des sciences néerlandaise) (KNAW). Son nom commémore Antoni van Leeuwenhoek (1632-1723) et récompense le scientifique ayant réalisé la plus importante contribution à la microbiologie durant la décennie précédente. 

## Lauréats
| Année | Portrait | Lauréat                         | Nationalité                                 | Notes |
| ----- | -------- | ------------------------------- | ------------------------------------------- | ----- |
| 1877  |          | Christian Gottfried Ehrenberg   | Empire allemand                             |       |
| 1885  |          | Ferdinand Cohn                  | Empire allemand                             |       |
| 1895  |          | Louis Pasteur                   | France                                      |       |
| 1905  |          | Martinus Beijerinck             | Pays-Bas                                    |       |
| 1915  |          | Sir David Bruce                 | Royaume-Uni de Grande-Bretagne et d'Irlande |       |
| 1925  |          | Félix d'Herelle                 | France / Canada                             |       |
| 1935  |          | Sergei Nikolaevitch Winogradsky | Russie                                      |       |
| 1950  |          | Selman Abraham Waksman          | États-Unis                                  |       |
| 1960  |          | André Lwoff                     | France                                      |       |
| 1970  |          | Cornelis Bernardus van Niel     | États-Unis                                  |       |
| 1981  |          | Roger Yate Stanier              | Canada                                      |       |
| 1992  |          | Carl Woese                      | États-Unis                                  |       |
| 2003  |          | Karl Stetter                    | Allemagne                                   |       |
| 2015  |          | Craig Venter                    | États-Unis                                  |       |
| 2023  |          | Jillian Banfield                | Australie                                   |       |